# Função massa de probabilidade

Função massa de probabilidade da distribuição uniforme discreta para n=5

Na teoria de probabilidade e em estatística, a função massa de probabilidade (FMP) é uma função que associa um valor de probabilidade à cada possível ocorrência de uma variável aleatória discreta. Por exemplo, se tomarmos a variável aleatória discreta "resultado de um dado", as possíveis ocorrências são 1,2,3,4,5 e 6. Se considerarmos um dado não viciado, a função de probabilidade associará a cada uma destas ocorrências uma probabilidade igual a {\displaystyle {\frac {1}{6}}}.
O conceito de função de probabilidade é análogo ao conceito de função densidade de probabilidade; a diferença é que este último se refere apenas a variáveis aleatórias contínuas.

## Definição formal
A função massa de probabilidade (também designada por função probabilidade) faz corresponder a cada valor {\displaystyle x} do espaço de resultados - que é obrigatoriamente um conjunto enumerável) - um valor {\displaystyle y} real positivo menor ou igual a 1, valor esse que indica a probabilidade da variável aleatória discreta {\displaystyle X} para o valor {\displaystyle x}.
Em outras palavras, seja {\displaystyle \Omega } o espaço amostral, e {\displaystyle f:\Omega \rightarrow \mathbb {R} } a função massa de probabilidade. Então temos que:
- {\displaystyle 0<f(x)\leq 1}
- {\displaystyle f(x)=P(X=x)} (ou seja, o valor que a função assume corresponde à probabilidade de a variável X assumir um determinado valor "x").

Pode-se estender a função a qualquer superconjunto do espaço amostral; nesse caso temos que {\displaystyle 0\leq f(x)\leq 1}.

## Exemplo
S={1,2,3,4,5} / A={0,1} (supomos: 0 significa falso e 1 verdadeiro)
X: é número par (X é a variável aleatória) 
X: S → A
A cardinalidade do espaço amostral S é 5.
Então temos,
```
X:  x=0 x=1
f(x): 3/5 2/5

```